# 三福寺双塔
三福寺双塔，位于中国福建省福鼎市白琳镇下炉村，南宋始建，明永乐九年（1411年）重建。砖构仿木楼阁式，七层六角实心，通高7.8米。用36种不同形状的特制青砖砌造，倚柱、斗拱、塔檐飞椽、垂脊、瓦垅等惟妙惟肖，造型美观，做工精巧。2005年5月11日公布为第六批福建省文物保护单位。